# グラットン (戦列艦)
HMS グラットン（HMS Glatton）は、イギリス海軍の56門装備の4等級戦列艦。建造当初は東インド会社の貿易船だったが、1795年に海軍に購入されて軍艦となった。ヘンリー・トロロープ艦長の下で行動した後、1801年には、ウィリアム・ブライ艦長（バウンティ号の反乱で知られる）の下でコペンハーゲンの海戦に参加した。1814年に水保管船に転換され、1830年に防波堤として沈められた。

## 概要
「グラットン」は、当時の軍艦の一般的装備だった長砲を積まず、戦列艦としては唯一、カロネード砲のみで武装しているという点で特異な存在だった。カロネード砲は同等のキャノン砲の半分の重さしかなく、より少ない砲手によって運用できた。ということはカロネード砲ははるかに重い砲弾を撃つこともできるということだった。「グラットン」は28門の64ポンド･カロネード砲と28門の32ポンド・カロネード砲で武装していた。この極めて強力な武装は、4等級の「グラットン」が1等級戦列艦の「ヴィクトリー」より重くてより破壊的な片舷斉射を敵に浴びせられるということを意味した。この兵器の欠点は、その短い砲身のために、非常に近い範囲しか正確に狙えないということだった。したがって、現実の戦いにおいて、「グラットン」は敵との間合いを十分に詰めて効果的な反撃が行えるようになるまでの間、敵の長砲の攻撃を耐えぬかなければならなかった。そしてそれも敵が「グラットン」の接近を許すとしての話であった。
コペンハーゲンの海戦におけるデンマーク艦隊はいずれも艦齢が古く、また大きさも「グラットン」以下だった。しかしフランスやスペインの戦列艦は、イギリス艦と同様、「グラットン」より大きかった。
最初の艦長ヘンリー・トロロープの下、イギリス海峡で50門艦1隻、フリゲート5隻、ブリッグ、カッター各1隻からなるフランス戦隊と戦ったとき、本艦はその重装備により、彼らをオランダのフリッシンゲンまで追いやることができた。